# کائو پائو-شو
کائو پائو-شو (انگلیسی: Kao Pao-shu؛ ۱۹۳۲ – ۲۰ ژوئیه ۲۰۰۰) بازیگر و کارگردان فیلم اهل هنگ کنگ بود.
از فیلم‌ها یا مجموعه‌های تلویزیونی که وی در آن‌ها نقش داشته‌است، می‌توان به عشق ازلی اشاره نمود.